# Лудолф фон Плесе
Лудолф фон Плесе (на немски: Ludolf von Plesse; † сл. 1244) е господар на замък Плесе на 7 km от Гьотинген.

## Произход
Той е син на Готшалк фон Плесе († сл. 1190) и съпругата му вер. Хазеке фон Дасел, дъщеря на граф Лудолф I фон Дасел († сл. 1166) и вер. на Мехтхилд фон Шауенбург-Холщайн (* 1126), дъщеря на Адолф I († 1130) и на Хилдева. Внук е на Хелманд (Бернард) де Плесе († сл. 1150) и правнук на Хелмолд фон Хьокелхайм († сл. 1144). Брат е на Готшалк фон Плесе († сл. 1247), женен за Бенедикта фон Еверщайн († сл. 1283).
От 1150 г. замък Плесе е резиденция на фамилията, която се нарича на замъка.

## Фамилия
Лудолф фон Плесе се жени за графиня Аделхайд фон Шарцфелд († сл. 1265), дъщеря на граф Буркард фон Шарцфелд-Лаутерберг († 1225) и Адела фон Глайхен († 1224), дъщеря на граф Ернст III фон Глайхен († сл. 1228) и Берта фон Лора († сл. 1211). Те имат двама сина и една дъщеря:
- Лудолф фон Плесе († сл. 1265), женен за Гертруд († сл. 1265); имат двама сина и една дъщеря
- Мехтхилд фон Плесе († сл. 1244)
- Бернхард фон Плесе († сл. 1247)